# František Běhounek
František Běhounek (ur. 28 października 1898 w Pradze, zm. 1 stycznia 1973 w Karlowych Warach) – czeski podróżnik, pisarz i naukowiec (fizyk), autor popularnych powieści przygodowych i fantastycznonaukowych przeznaczonych głównie dla młodzieży. Był także tłumaczem powieści podróżniczych i z  dziedziny fantastyki naukowej; esperantysta.

## Życie i działalność
Absolwent Uniwersytetu Karola w Pradze, gdzie w 1922 otrzymał doktorat w dziedzinie nauk przyrodniczych. Dzięki uzyskaniu stypendium studiował w Paryżu radiologię pod kierunkiem Marii Skłodowskiej-Curie (1920-22). Po powrocie do kraju założył praski Państwowy Instytut Radiologiczny (1926), którym kierował w latach 1933-45. W 1928 uczestniczył w zakończonej katastrofą wyprawie Umberto Nobilego na biegun północny na sterowcu „Italia”. W okresie międzywojennym prowadził także badania pomiarowe na Spitsbergenie i był współtwórcą (1933-36) obserwatorium dla badań elektryczności atmosferycznej na Jeziorze Szczyrbskim.
Od 1951 kierował Instytutem Onkologicznym. Jako wybitny naukowiec był m.in. wykładowcą Uniwersytetu Karola, członkiem Czechosłowackiej Akademii Nauk i oficjalnym ekspertem czechosłowackim w UNESCO do badań promieniowania atomowego.
Działalność literacką zapoczątkował w 1928 publikacją opowieści Trosečníci na kře ledové (Rozbitkowie ma morzu polarnym), opartej na własnych przeżyciach i przełożonej na wiele języków (nowe opracowanie 1955). W swej twórczości beletrystycznej nawiązywał do pisarstwa Juliusza Verne’a.

## Powieści (wybór[1])
- 1944 Księga Robinsonów (Wydawnictwo Śląsk, Katowice 1966)
- 1946 Ślady wśród lodów (Nasza Księgarnia, Warszawa 1972)
- 1948 Komando pułkownika Brenta (Wyd. Śląsk, Katowice 1957)
- 1948 W niewoli  Matabelów (Wyd. Śląsk, Katowice 1961)
- 1955 Rozbitkowie na morzu polarnym (Wydawnictwo Śląsk, Katowice 1974)
- 1956 Akcja „L” (Wyd. Śląsk, Katowice 1962)
- 1958 Robinsonowie kosmosu (Wyd. Śląsk, Katowice 1964)
- 1966 Wąwóz pod Rjukanem (Wyd. Śląsk, Katowice 1971)
- 1967 Na dwóch planetach (Wyd. Śląsk, Katowice 1967)

## Upamiętnienie
Na jego cześć nazwaną planetoidę (3278) Běhounek.